# Kim Gevaert
Kim Gevaert (Lovanio, 5 agosto 1978) è un'ex velocista belga, campionessa europea di 100 e 200 metri piani a Göteborg 2006.

## Biografia
Ha vinto in carriera quattro medaglie ai Campionati europei, di cui due d'oro e due d'argento. Nel 2002 a Monaco di Baviera vinse i due argenti: nei 100 metri finì alle spalle della greca Aikaterinī Thanou e nei 200 metri alle spalle della francese Muriel Hurtis, finendo in entrambe le gare davanti alla velocista italiana Manuela Levorato.
Nel 2006, a Göteborg, arrivò con i migliori tempi e si impose con una clamorosa doppietta 100-200, così come il portoghese Francis Obikwelu tra gli uomini.
Tra le sue gare individuali outdoor vanno ricordate la finale dei 200 metri ai Giochi olimpici di Atene e due finali mondiali, rispettivamente nei 200 metri ai Mondiali di Helsinki nel 2005 e nei 100 metri ai Mondiali di Osaka nel 2007. Con la staffetta 4×100 metri ha conquistato la medaglia di bronzo ai Mondiali di Osaka e quella d'argento ai Giochi olimpici di Pechino 2008, divenuta d'oro nel 2016 a seguito della squalifica per doping della Russia.
Vanno inoltre ricordati i suoi 3 titoli consecutivi (2002 - 2005 - 2007) vinti sui 60 metri agli Europei indoor.
Il 5 settembre 2008 ha sancito il suo ritiro vincendo i 100 metri in 11"25 davanti al proprio pubblico durante l'ultima tappa della IAAF Golden League a Bruxelles.

## Record nazionali

### Seniores
- 60 metri piani indoor: 7"10 ( Birmingham, 3 marzo 2007)
- 100 metri piani: 11"04 ( Bruxelles, 9 luglio 2006)
- 200 metri piani: 22"20 ( Bruxelles, 9 luglio 2006)
- 400 metri piani: 51"45 ( Gand, 8 maggio 2005)
- Staffetta 4×100 metri: 42"54 ( Pechino, 22 agosto 2008) (Olivia Borlée, Hanna Mariën, Élodie Ouédraogo, Kim Gevaert)
- Staffetta 4×200 metri indoor: 1'37"78 ( Gand, 2 marzo 2003) (Audrey Rochtus, Élodie Ouédraogo, Lesley Poelmans, Kim Gevaert)

## Palmarès
| Anno | Manifestazione    | Sede             | Evento      | Risultato        | Prestazione | Note                                     |
| ---- | ----------------- | ---------------- | ----------- | ---------------- | ----------- | ---------------------------------------- |
| 1996 | Mondiali juniores | Sydney           | 200 m piani | 7ª               | 23"88       |                                          |
| 1999 | Universiadi       | Palma di Maiorca | 200 m piani | Oro              | 23"10       |                                          |
| 1999 | Mondiali          | Siviglia         | 100 m piani | Quarti di finale | 11"54       |                                          |
| 1999 | Mondiali          | Siviglia         | 200 m piani | Quarti di finale | 23"16       |                                          |
| 2001 | Mondiali          | Edmonton         | 100 m piani | Quarti di finale | 11"56       |                                          |
| 2001 | Mondiali          | Edmonton         | 200 m piani | Semifinale       | 23"29       |                                          |
| 2001 | Universiadi       | Pechino          | 200 m piani | Argento          | 22"94       |                                          |
| 2002 | Europei indoor    | Vienna           | 60 m piani  | Oro              | 7"16        |                                          |
| 2002 | Europei           | Monaco           | 100 m piani | Argento          | 11"22       |                                          |
| 2002 | Europei           | Monaco           | 200 m piani | Argento          | 22"53       |                                          |
| 2003 | Mondiali          | Parigi           | 100 m piani | Semifinale       | 11"32       |                                          |
| 2003 | Mondiali          | Parigi           | 200 m piani | Semifinale       | 22"86       |                                          |
| 2004 | Mondiali indoor   | Budapest         | 60 m piani  | Argento          | 7"12        | Record nazionale                         |
| 2004 | Giochi olimpici   | Atene            | 100 m piani | Semifinale       | 11"40       |                                          |
| 2004 | Giochi olimpici   | Atene            | 200 m piani | 6ª               | 22"84       |                                          |
| 2004 | Giochi olimpici   | Atene            | 4×100 m     | 6ª               | 43"11       |                                          |
| 2005 | Europei indoor    | Madrid           | 60 m piani  | Oro              | 7"16        |                                          |
| 2005 | Mondiali          | Helsinki         | 100 m piani | Semifinale       | 11"30       |                                          |
| 2005 | Mondiali          | Helsinki         | 200 m piani | 7ª               | 22"86       |                                          |
| 2006 | Mondiali indoor   | Mosca            | 60 m piani  | Bronzo           | 7"11        | Record nazionale                         |
| 2006 | Europei           | Göteborg         | 100 m piani | Oro              | 11"06       |                                          |
| 2006 | Europei           | Göteborg         | 200 m piani | Oro              | 22"68       |                                          |
| 2007 | Europei indoor    | Birmingham       | 60 m piani  | Oro              | 7"12        |                                          |
| 2007 | Mondiali          | Osaka            | 100 m piani | 5ª               | 11"05       | Miglior prestazione personale stagionale |
| 2007 | Mondiali          | Osaka            | 200 m piani | Semifinale       | dns         |                                          |
| 2007 | Mondiali          | Osaka            | 4×100 m     | Bronzo           | 42"75       | Record nazionale                         |
| 2008 | Mondiali indoor   | Valencia         | 60 m piani  | 4ª               | 7"22        |                                          |
| 2008 | Giochi olimpici   | Pechino          | 100 m piani | Semifinale       | 11"30       |                                          |
| 2008 | Giochi olimpici   | Pechino          | 4×100 m     | Oro              | 42"54       | Record nazionale                         |

## Altre competizioni internazionali
2002
- 7ª in Coppa del mondo ( Madrid), 100 m piani - 11"41

2003
- 4ª alla World Athletics Final ( Monaco), 200 m piani - 22"95

2004
- 5ª alla World Athletics Final ( Monaco), 200 m piani - 23"10

2005
- 8ª alla World Athletics Final ( Monaco), 100 m piani - 11"42
- 5ª alla World Athletics Final ( Monaco), 200 m piani - 22"93

2006
- 4ª in Coppa del mondo ( Atene), 100 m piani - 11"24
- Argento in Coppa del mondo ( Atene), 200 m piani - 22"72
- 7ª alla World Athletics Final ( Stoccarda), 200 m piani - 22"93

2007
- 4ª alla World Athletics Final ( Stoccarda), 100 m piani - 11"29
- 4ª alla World Athletics Final ( Stoccarda), 200 m piani - 22"84

## Riconoscimenti
- Gouden Spike (2001, 2002, 2003, 2004, 2005, 2007)